# Waldemar Hoven
Waldemar Hoven (ur. 10 lutego 1903, zm. 2 czerwca 1948 w Landsberg am Lech) – niemiecki zbrodniarz hitlerowski, naczelny lekarz w niemieckim obozie koncentracyjnym Buchenwald oraz SS-Obersturmführer.

## Życiorys
Urodzony we Fryburgu Bryzgowijskim, studia medyczne rozpoczął w wieku 32 lat, aby objąć po swoim bracie sanatorium. W 1934 wstąpił do SS oraz do NSDAP w 1937. W 1939 ukończył studia medyczne, dzięki specjalnej sesji związanej z jego przyjęciem do Waffen-SS. W 1941 został asystentem Enno Lollinga (szefa Urzędu D III w WVHA, czyli naczelnego lekarza wszystkich obozów koncentracyjnych).
W latach 1941–1943 Hoven był naczelnym lekarzem obozowym w Buchenwaldzie. Podczas swojej służby w tym obozie dopuścił się licznych zbrodni, zwłaszcza mordując wielu więźniów i radzieckich jeńców wojennych zastrzykami z fenolu lub benzyny. Oprócz tego zabił także w ten sposób kilku oficerów SS, którzy byli potencjalnymi świadkami w sprawie przeciw byłemu komendantowi Buchenwaldu Karlowi Kochowi. Hoven został w związku z tym aresztowany we wrześniu 1943 i postawiony przed sądem SS. Za zabójstwo wspomnianych esesmanów skazany został na karę śmierci, lecz ostatecznie ułaskawiono go 3 kwietnia 1945 po spędzeniu 18 miesięcy w więzieniu, ze względu na zbyt małą liczbę lekarzy w służbie III Rzeszy.
W 1943 r. krótko przed aresztowaniem ogłosił pracę doktorską, w rzeczywistości napisaną dla niego przez lekarzy-więźniów (Gustaw Wegerer i Kurt Sitte). Treścią jej było doświadczalne leczenie gruźlicy przez wdychanie węgla koloidalnego. Eksperymenty przeprowadzał Hoven na 35 chorych więźniach (okoliczność w pracy została oczywiście ukryta), z których 25 leczył, zaś 10 pozostawił bez leczenia jako „grupę porównawczą”. 5 badanych zmarło, co nie musiało wynikać z zabiegów. Przydatność takiej metody była wątpliwa, węgiel powstrzymywał wprawdzie rozwój choroby, lecz ubocznym skutkiem była pylica płuc.
Po wojnie Hoven stanął przed amerykańskim Trybunałem Wojskowym w Norymberdze, jako jeden z oskarżonych w tzw. procesie lekarzy (jednym z 12 procesów norymberskich). Za zbrodnie wojenne i przeciw ludzkości oraz za przynależność do SS skazany został w sierpniu 1947 na karę śmierci. Wyrok wykonano przez powieszenie w bawarskim więzieniu Landsberg w 1948.